# Nicklas Kappe
Nicklas Kappe (* 11. November 1996 in Gelsenkirchen) ist ein deutscher Politiker (CDU) und seit 2025 Mitglied des Deutschen Bundestages.

## Leben
Kappe wuchs auf dem Land auf und spielt seit dem Alter von fünf Jahren Fußball. Von 2015 bis 2019 besuchte er das Hans-Böckler-Berufskolleg Marl und wurde Chemikant. Parallel dazu studierte er an der Technischen Hochschule Georg Agricola in Bochum im Rahmen eines Dualen Studiums das Fach Verfahrenstechnik, das er als Bachelor of Engineering abschloss. Den praktischen Teil seines Studiums absolvierte er bei Evonik Industries. Anschließend studierte er bis 2022 Chemieingenieurwesen an der Technischen Universität Dortmund. Von Juni 2022 bis März 2023 war er Wissenschaftlicher Mitarbeiter im Landtag Nordrhein-Westfalen. Danach war er Trainee im Bereich Technik und Projektmanagement bei Evonik und ist dort seit Oktober 2024 Anlageningenieur Energieversorgung.
Kappe ist seit 2016 Geschäftsführer des Sportvereins Lembeck, einem Stadtteil von Dorsten, und war von 2016 bis 2020 Stadtverbandsvorsitzender der Jungen Union in Dorsten. Außerdem ist er seit August 2021 Kreisvorsitzender der Jungen Union im Kreis Recklinghausen und seit Februar 2023 Schatzmeister der Jungen Union Nordrhein-Westfalen. Seit September 2020 ist er Ratsmitglied im Stadtrat Dorsten, wo er Vorsitzender des Sportausschusses sowie ordentliches Mitglied im Wirtschafts- und Wahlausschuss ist. Darüber hinaus ist er stellvertretendes Mitglied im Verwaltungsrat der Bäderbetrieb Dorsten GmbH.
Bei der Bundestagswahl 2025 kandidierte Kappe im Bundestagswahlkreis Bottrop – Recklinghausen III, wo er mit 31,7 Prozent der Erststimmen direkt in den 21. Deutschen Bundestag gewählt wurde. Er löste Michael Gerdes (SPD) ab, der nicht mehr kandidiert hatte. Die SPD hatte den Wahlkreis von 1965 bis 2021 durchgehend gewonnen. Auf der NRW-Landesliste stand Kappe auf Platz 59.
Kappe ist ordentliches Mitglied im Ausschuss für Wirtschaft und Energie und im Petitionsausschuss sowie stellvertretendes Mitglied im  Ausschuss für wirtschaftliche Zusammenarbeit und Entwicklung und im Ausschuss für Umwelt, Klimaschutz, Naturschutz und nukleare Sicherheit. 
Kappe wohnt in der Altstadt von Dorsten und ist seit dem Wahlabend, dem 23. Februar 2025, verlobt.